# Château de la Michelinière
Le château de la Michelinière est situé sur la commune d'Azay-sur-Cher, dans le département d'Indre-et-Loire.

## Historique
Il est la propriété successive de Jean Source (1431), de Daniel Source (1470), d'André Source (1480), d'Antoine Source (1490), de Louise Mignot, veuve d'Antoine Source (1541), de François Huré (1548), de François Sevin (1578), de Charles Moreau (1601), des familles Masuet et Jacopin (1639), de Daniel Forget (1646), de Catherine Bouilhac, veuve Forget, de Claude Forget (1709), de Marie-Charlotte et Marguerite Forget (1715), d'Henri Petiot de Laluisant (1724), de Jean-Louis Chaslon, commissaire des poudres et salpêtres (1734), de François-Olivier d'Hemery, seigneur de la Martinière, capitaine d'artillerie, chevalier de Saint-Louis, et de Gaston de Lauverjat.

## Description
Milieu du XVe siècle, La Michelinière, située au milieu des bois non loin du prieuré du Grais, est un manoir de forme quadrangulaire, flanqué de deux tourelles à poivrières. Il était autrefois le siège d'un fief qui relevait d'Amboise. La façade principale est percée au centre d'une porte d'entrée Renaissance ornée de pilastre à chapiteaux. Au sud, un petit bâtiment contigu de deux pièces contient la cuisine qui comporte deux fours à pain et à pâtisserie ainsi qu'une ancienne magnanerie. Un cadran solaire en ardoise gravée d'inscriptions et d'armoiries date du milieu du XIXe siècle. 
Le monument fait l’objet d’une inscription partielle au titre des monuments historiques depuis le 6 mars 1947.